# Zuni (cohete)
El Zuni  es un cohete no guiado de 127 mm (5 plg) desplegado por las fuerzas armadas de Estados Unidos. El cohete fue desarrollado para operaciones aire-aire y aire-tierra. Puede ser usado con varios tipos de cabezas de guerra, incluyendo Chaff para contramedidas. Usualmente es disparado desde cápsulas para cohetes LAU-10, las que llevan cuatro cohetes cada una.
Varias configuraciones de cohetes Zuni han sido desarrolladas. El 1 de mayo de 1967 durante una misión contra un aeródromo de MIGs de Vietnam del Norte en Kep, el Teniente Comandante Theodore R. Swartz derribó un MiG-17 de fabricación soviética con cohetes Zuni aire-tierra. Este fue el único avión MIG en ser derribado por un Douglas A-4 Skyhawk durante la guerra de Vietnam. El Teniente Comandante Swartz recibió una Estrella de Plata por su acción.
En 1967 un cohete Zuni Mk32 fue responsable por un grave incendio desarrollado a bordo del portaaviones USS Forrestal (CV-59), que provocó la pérdida de 134 vidas. Un Mk32 también fue responsable por un incendio en 1969 en el portaviones USS Enterprise (CVN-65), lo que provocó la pérdida de 27 vidas y 314 heridos. Quince aviones fueron destruidos.

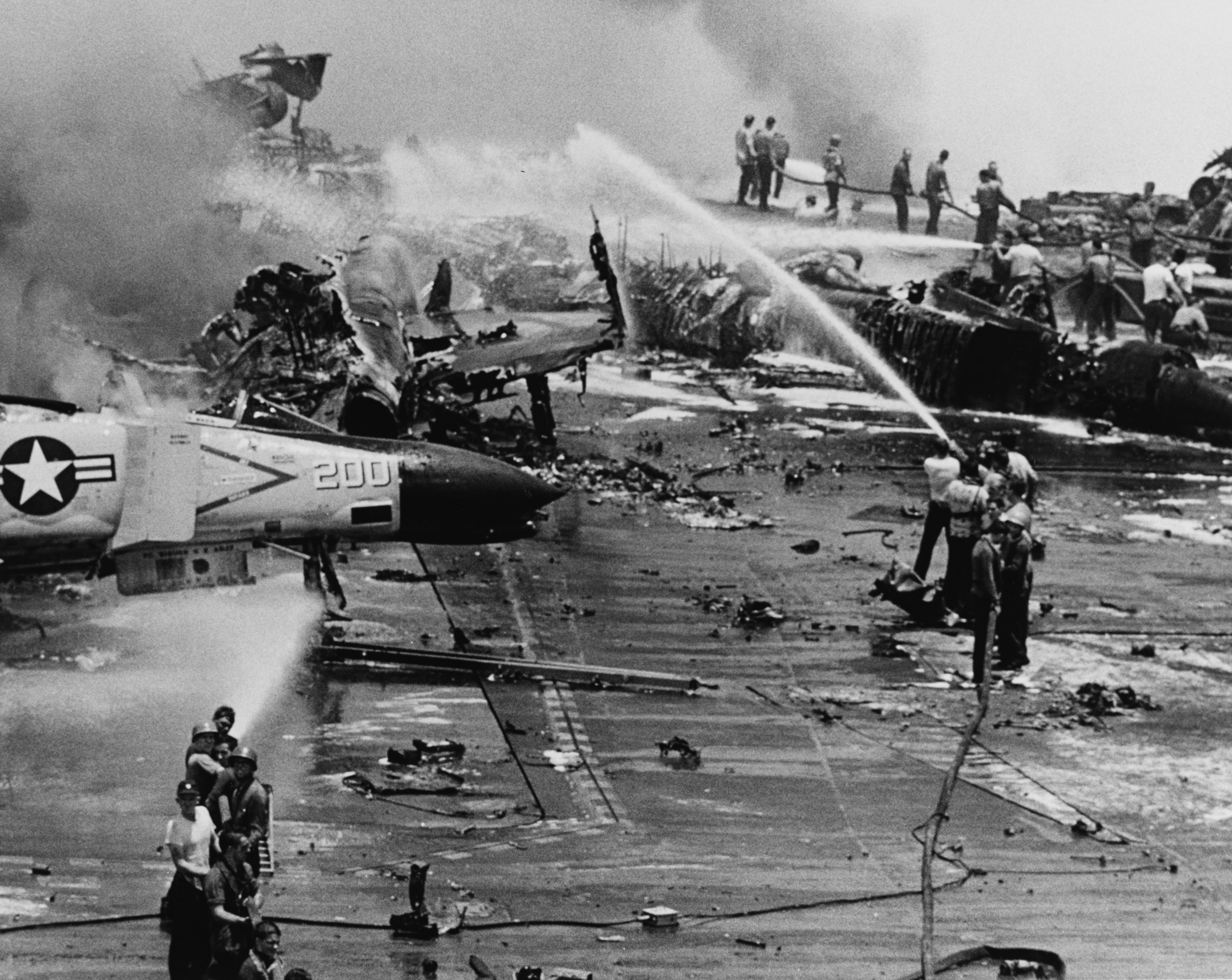
Marinos a bordo del Forrestal combaten un masivo incendio de armamento provocado por cohete Zuni.

## Uso pedagógico
El gobierno australiano ha donado sus cohetes Zuni al Instituto de Investigación Espacial Australiano (en inglés: Australian Space Research Institute, ASRI) y ellos son usados para experimentos estudiantiles que son lanzados desde el polígono de pruebas de Woomera. Todos los años unos pocos Zuni son lanzados desde allí.
El ASRI también ha diseñado y construido conos de nariz especiales y mecanismos de recuperación de carga para el Zuni. Con una carga de 20 kg, el Zuni tiene un alcance aproximado de 5,9 km, la que logra en aproximadamente 40 segundos, experimentando 55 g y 491 m/s (Mach 1.4) durante el vuelo.

## Cohete Zuni guiado por láser
El cohete Zuni guiado por láser de 127 mm es una actualización del cohete no guiado de 127 mm, similar a la actualización para el cohete Hydra 70 denominada Sistema de Armas de Destrucción de Precisión Avanzado (en inglés: Advanced Precision Kill Weapon System, APKWS).
El cohete guiado por láser Zuni está compuesto de la una nueva sección de guía y control (WGU-58/B) que es colocada en la parte delantera de un cohete y cabeza de guerra Zuni. El sistema de guía es del tipo semiactivo lo que significa que una fuerte externa debe iluminar el blanco al que se desea atacar.  Esta versión del cohete Zuni está en el Mapa y Plan de Armas de la Aviación del Cuerpo de Infantería de Marina de Estados Unidos y es compatible con cualquier avión que ak que le esté permitido operar con los Zuni no guiados usando un lanzador LAU-10 de 4 cohetes, incluyendo AV-8B Harriers, F/A-18 Hornets, AH-1 Cobray P-3 Orion. El Zuni modificado puede utilizar el mismo lanzador de los Zuni no guiados y sólo requiere un pulso de disparo de 28V y un designador láser semiactivo. 

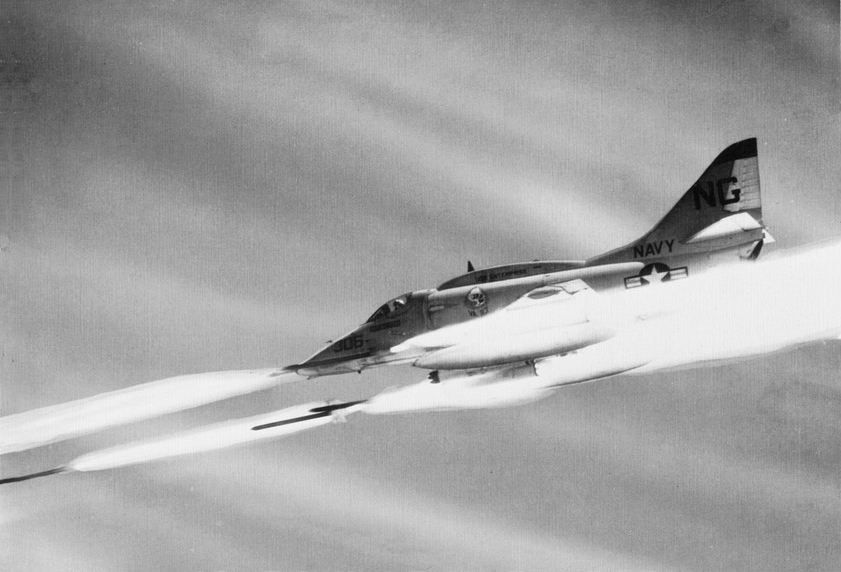
Un A-4F Skyhawk lanzando cohetes zuni en 1968

El arma fue desarrollada bajo un Cooperative Research and Development Agreement (CRADA) (en castellano: Acuerdo de Desarrollo e Investigación Cooperativa) con la División de Armas del Centro de Guerra Aérea de la Armada de Estados Unidos en China Lake, California (NAWC WD).